# Saddlebrooke
Saddlebrooke – wieś w Stanach Zjednoczonych, w stanie Missouri, w hrabstwie Christian.